# Ormosia pleuracantha
Ormosia pleuracantha là một loài ruồi trong họ Limoniidae. Chúng phân bố ở miền Tân bắc.